# Escut de Sant Ferriol
L'escut oficial de Sant Ferriol és un dels símbols d'aquest municipi i es descriu mitjançant el següent blasonament:
Escut caironat: de sinople, una alzina de sable acostada d'una espasa d'or a la destra i d'una bóta de vi d'or a la sinistra. Per timbre, una corona mural de poble.

## Disseny
La composició de l'escut està formada sobre un fons en forma de quadrat recolzat sobre un dels seus vèrtexs, anomenat escut caironat, segons la configuració difosa a Catalunya i d'altres indrets de l'antiga Corona d'Aragó i adoptada per l'administració a les seves especificacions per al disseny oficial dels municipis dels ens locals. És de color verd (sinople), amb la representació heràldica d'una alzina de color negre (sable) que té al seu costat (acostada) una espasa de color groc (or) a l'esquerra de l'observador (a la destra) i una bóta de vi de color groc (or) a la dreta de l'observador (a la sinistra).
L'escut està acompanyat a la part superior d'un timbre en forma de corona mural, que és l'adoptada pel Departament de Governació d'Administracions Locals de la Generalitat de Catalunya per timbrar genèricament els escuts dels municipis. En aquest cas, es tracta d'una corona mural de poble, que bàsicament és un llenç de muralla groc (or) amb portes i finestres de color negre (tancat de sable), amb quatre torres merletades, de les quals se'n veuen tres.

## Història
L'Ajuntament va acordar en ple iniciar l'expedient d'adopció de l'escut el dia 27 de març de 2002. Després dels tràmits reglamentaris, l'escut va ser aprovat el 28 de maig del 2002 i publicat al DOGC el 28 de juny del mateix any amb el número 3.666.
Es tracta d'un escut de nova creació. L'alzina és un arbre característic d'aquest municipi boscós i d'hàbitat dispers de la Garrotxa. L'espasa és l'atribut de sant Ferriol, soldat romà del segle iii-iv, i la bóta fa referència a la llegenda popular del sant. Segons aquesta, en Ferriol era un lladregot que en acabat de fer de les seves s'anava a confessar, i com que no l'absolien matava els confessors. Un dia un frare li va dir que l'absoldria si deixava el lladronici; quan va tornar a la taverna on s'estaven els seus companys i els va dir la bona nova, ells el van matar i el van enterrar sota una bóta, de manera que de terra sortia un dit d'en Ferriol que tocava la bóta. D'ençà d'aleshores, d'aquella bóta no ha parat mai de sortir-ne vi.

### Antic escut de Sant Ferriol

Representació de l'antic escut de Sant Ferriol.

Abans de l'oficialització del seu escut, Sant Ferriol n'utilitzava un altre. Era un escut quarterat, amb el primer i el quart quarter de color groc (or) amb quatre pals vermells (de gules), el segon quarter de color vermell (gules) amb un lleó de color groc (or), i el tercer quarter de blanc o gris clar (argent), un arbre de color negre (sable) fullat i terrassat de color verd (sinople).